# ウースター工科大学
ウースター工科大学（英語: Worcester Polytechnic Institute）は、アメリカ合衆国マサチューセッツ州ウースターに本部を置く私立工業大学でありSTEM (Science (科学)、Technology (技術)、Engineering (工学)、Mathematics (数学)) に特化した研究大学でもある。通称、WPI（ダブリュー・ピー・アイ）。独立工科大学協会(Association of Independent Technological Universities (AITU))の原加盟校である。
1865年に創立したウースター工科大学は、アメリカ合衆国内でレンセラー工科大学 (1824年設立)、マサチューセッツ工科大学 (1861年設立)に次ぐ3番目に古い工業専門の大学で、アメリカ工業の発展に寄与してきている。また明治初期から日本人留学生を受け入れてきている。
WPIはウースター大学コンソーシアム(Colleges of Worcester Consortium (COWC))加盟校で、他の11加盟校と単位互換を可能にしたり研究資料を共有するなどの協力体制を敷いている。
1学期7週間の4学期制を採用しているWPIでは、第一学期にあたるA学期が8月第4木曜日から始まり、B学期、C学期と続き、5月の第1火曜日にD学期が終了する。夏季には10週間のE学期があり、希望者は受講できる。

## 歴史
ウースター工科大学は、ブリキ製品製造業者のジョン・ボイントンと当時世界最大のワイヤー工場を経営していたイカボッド・ウォッシュバーンによって1865年5月10日に設立された。ボイントンは、科学教育が製造業者(工員や整備士等)の地位向上に繋がると考えていた。ウォッシュバーンは、技術、技能、技巧は洗練された徒弟制度によって継承され進歩していくと考えていた。この2人の考えが校訓の「Theory and Practice」(理論と実践)となった。

## 組織
WPIは大学、大学院レベルで14の学部(Department)と1つのスクール(School)を持つアメリカでトップランクの工業大学である。USニューズ&ワールド・レポート誌の大学ランキングによると、2017年のランキングは博士号取得可能のアメリカ国内の全大学中60位であった。学生は50以上の専攻(Degree-Granting Program)の中から自分の専門を選ぶことができ、学士号、修士号、博士号を取得することができる。

### 学部
- Air Force Aerospace Studies　(空軍航空宇宙学)
- Biology and Biotechnology　(生物学・生物工学)
- Biomedical Engineering　(医用生体工学)
- Chemical Engineering　(化学工学)
- Chemistry & Biochemistry　(化学・生化学)
- Civil and Environmental Engineering　(土木工学・環境工学)
- Computer Science　(計算機科学)
- Electrical and Computer Engineering　(電気工学・計算機工学)
- Humanities & Arts　(人文科学)
- Mathematical Sciences (数理科学)
- Mechanical Engineering　(機械工学)
- Military Science　(軍事学)
- Physics　(物理学)
- Social Science and Policy Studies (社会科学・総合政策学)

### スクール
- Robert A. Foisie School of Business　(ビジネススクール、経営学)

### その他
- WPI K-12 児童･生徒プログラム - K-5(日本の小学5年生に該当)の児童からK-12 (日本の高校3年生に該当)の生徒を対象にしたSTEM (Science (科学)、Technology (技術)、Engineering (工学)、Mathematics (数学))入門講習。
- WPIマス理数アカデミー(Mass Academy) - 理系を目指す成績優秀のマサチューセッツ州公立学校のGrade 11と12(日本の高校2年生と3年生に該当)の生徒100人を対象にしたWPIとマサチューセッツ州の共同プログラム。生徒はWPIで普通の大学1年生と同様同等に授業を受けることが出来る。
- WPI 企業･職業教育プログラム(CPE) - 企業、社会人を対象にした高度人材教育プログラム。各産業、各職業に合わせたカリキュラムを用意している。学位取得も可能。

## キャンパス
メインキャンパスはボストンに次ぐマサチューセッツ州第2の都市ウースターのボイントン・ヒルに所在する。大学所有の敷地の中には36の建物がある。

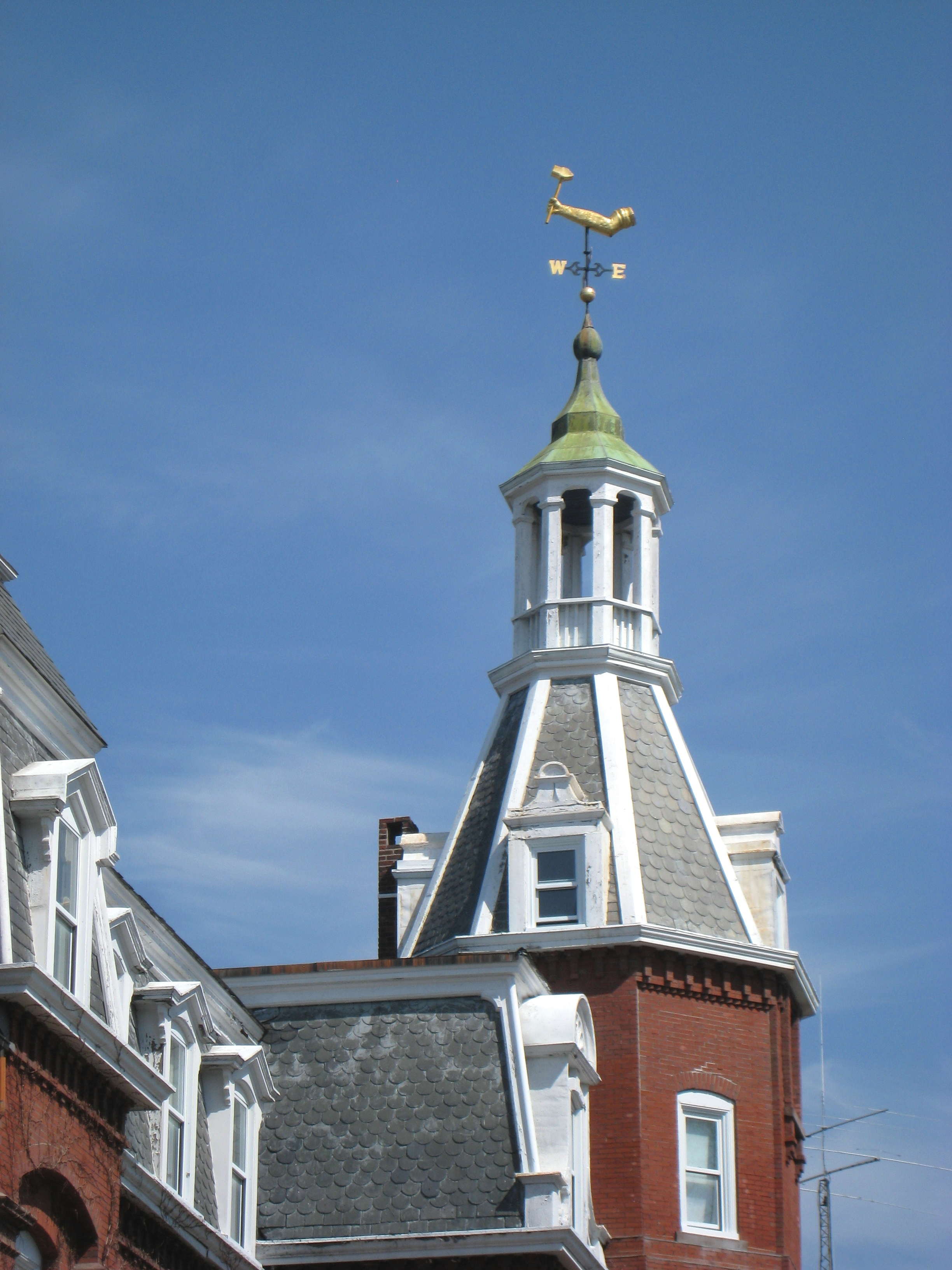
WPIウォッシュバーン工房 (Washburn Shops)

以前使われていたWPIのロゴに描かれていた2つの塔は、ボイントン校舎(Boynton Hall)の時計塔とウォッシュバーン工房(Washburn Shops)の塔である。1868年に落成したこの2つの建物は大学最初の施設であり、ボイントン校舎には教室、講堂、寮が入り、ウォッシュバーン工房には研究室、実験室、実習室が入っていた。2つの塔はその建物の機能から校訓の「Theory and Practice」(理論と実践)の象徴となっている。ウォッシュバーン工房の塔の上に立つ風見鶏は、校章に描かれたハンマーを握った腕の形をしている。

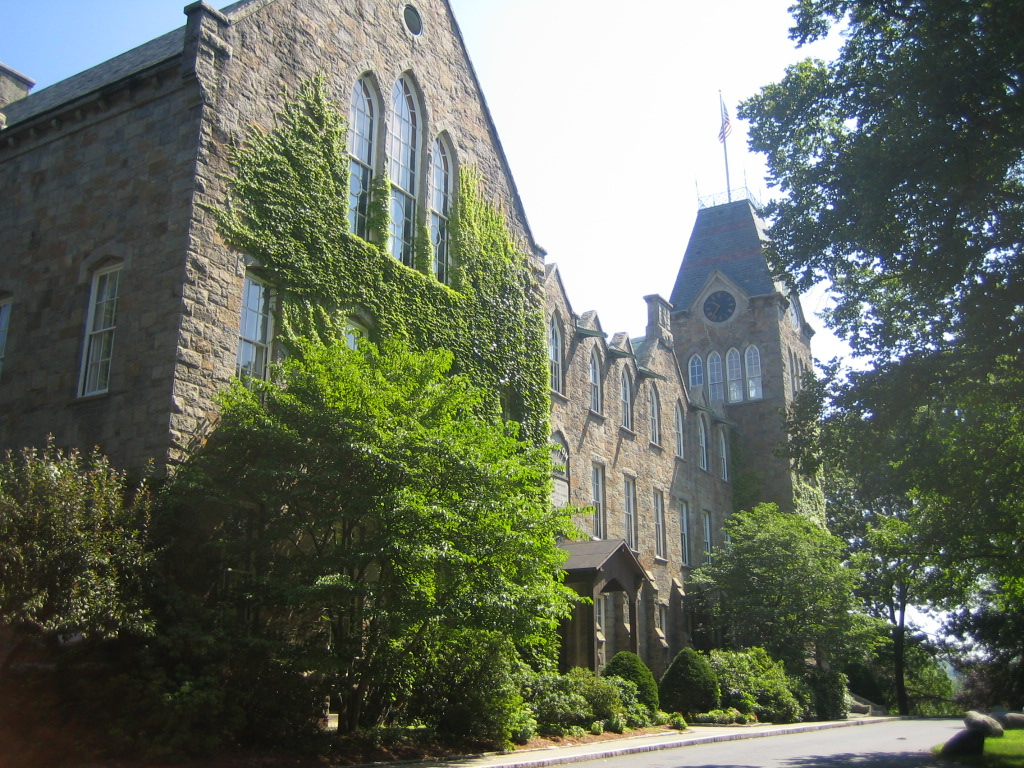
WPIボイントン校舎 (Boynton Hall)

大学の総務部があるバートレットセンター(Bartlett Center)はウースターで最初にLEEDの認証を受けた建物で、中庭に面した入り口の前には「ヤギのゴンペイ」(Gompei the Goat)の銅像が建っている。実在したヤギのゴンペイは、1891年の卒業生一同から寄贈された黒いヤギで、名前は生徒の中から初代ヤギの番人に選ばれた日本人留学生、桑田権平氏に由来する。桑田氏がヤギの番人(Goat Keeper)に選ばれた理由は、名前(Gompei Kuwada)のイニシャルが同じGKだったからである。ヤギのゴンペイは以来スクールマスコットになっている。オリジナルのヤギの頭から作られた銅製のレプリカは２頭身のトロフィーになって保存されている。 
WPI の最も著名な卒業生「ロケット工学の父」ロバート・ゴダード博士がロケットの研究に使っていた建物は、スカルトゥーム(Skull Tomb)と呼ばれている。この建物は元々電磁気学研究室として設計されたため、鉄を含む金属を一切使っていない。また、電磁波の影響を受けないように、他の建物から離れた場所に建てられた。その後近くに路面電車が走るようになると、電磁気学研究室として使用することが困難になり、飛び火による火災の危険が少ないという理由でゴダード博士が使うようになった。スカルトゥームの由来は、その後建物を使う事になったスカルという名誉団体による。

## 学生生活
年間を通してWPIでは様々なイベントが催される。新入生のためのオリエンテーションや卒業式といった大学が主催する行事の他に、同窓会、学生自治会、クラブ、サークル、フラタニティ、ソロリティなどが催す各種競技会、各種文化文芸祭、文化交流イベント、チャリティーイベント等がある。学校関係以外の人達もこれらのイベントのためにキャンパスを訪れることが出来る。
WPIには200以上のクラブ、サークルの他に、14のフラタニティと５つのソロリティがある。約3割の学生がフラタニティとソロリティの会員である。学生自治会には大学生の自治会(SGA-The Student Government Association)と大学院生の自治会(GSG-The Graduate Student Government)がある。

## スポーツ
WPIは男子野球、男子バスケットボール、男子クロスカントリー、男子ボート競技、男子アメリカンフットボール、男子サッカー、男子水泳･飛込競技、男子陸上競技、男子レスリング、女子バスケットボール、女子クロスカントリー、女子ボート競技、女子ホッケー、女子サッカー、女子ソフトボール、女子水泳･飛込競技、女子陸上競技、女子バレーボールのチームを持っている。これらWPIのスポーツチームはWPIエンジニアーズと呼ばれる。
WPIエンジニアーズはNCAAのDivision IIIに属していて、NEWMAC(ニューイングランド・ウィメンズ・メンズ・アスレチック・カンファレンス)で競技を行うが、アメリカンフットボールに限ってリバティリーグで競技をする。

### チームマスコット
チームマスコットキャラクターは、ゴンペイクワダ(Gompei Kuwada)というヤギの着ぐるみ。学校のマスコットである「ヤギのゴンペイ」をモチーフにしている。「ヤギのゴンペイ」の名前の由来となった桑田権平氏と同姓同名。

## 出身者
- エルウッド・ヘインズ (1881年卒業) - ガソリン車の開発、合金ステライトの発明、デロロステライトグループの創始者として知られる技術者、化学者、冶金学者。
- 下村孝太郎 (1888年卒業) - 化学技術者、工学博士、同志社大学 第6代社長（現総長）、大阪舎密工業(現大阪ガス)社長。
- 桑田権平 (1893年卒業) - 機械技術者、日本スピンドル製造所創業者。日本人初のアメリカンフットボール選手(学生) [13]。
- アトウォーター・ケント (1896年中退) - 1920年代アメリカで最大のラジオ製造会社であったアトウォーター・ケント社(Atwater Kent Manufacturing Company)の創業者。
- ジョン・ウッドマン・ヒギンズ (1896年卒業) - Worcester Pressed Steel Company の創業者で、ヒギンズ甲冑博物館(Higgins Armory Museum)の創設者。
- ロバート・ゴダード (1908年卒業) - 発明家、ロケット研究者、「ロケット工学の父」として知られる。
- ギルバート・ヴァーナム (1914年卒業) - 現代暗号理論の開拓者。バーナム暗号の発案者。
- ハロルド・ブラック (1921年卒業) - 電子回路分野で20世紀最大の発明ともいわれている負帰還回路の発明者。
- リチャード・T・ホイットコム(リチャード・ウィットカム) (1943年卒業) - 高速航空機の設計における「エリアルール」を発見した航空工学者。スーパークリティカル翼型とウィングレットの提唱者。
- ロバート・ステンペル (1955年卒業) - 三元触媒コンバータの開発者で 元ゼネラルモーターズ会長。
- ポール・アレア (1960年卒業) - 元ゼロックスCEO。
- ダニー・クレイン (1966年中退) - J・ガイルズ・バンドのベーシストで中心的メンバー 。
- カーティス・カールソン (1967年卒業) - 物理学者、地球流体力学博士、元SRIインターナショナルCEO社長。
- J・ガイルズ(ジェローム・ガイルズ) (1967年中退) - J・ガイルズ・バンドのリードギターで中心的メンバー 。
- マジック・ディック (1967年中退) - J・ガイルズ・バンドの中心的メンバーでハーモニカ、トランペット、サックスを担当した。
- ドン・ピーターソン (1971年卒業) - 元アルカテル・ルーセント CEOでアバイアの創業者。
- ディーン・ケーメン (1976年中退) - 発明家、セグウェイの発案、開発者。
- ナンシー・M・ピメンタル (1987年卒業) - 学士(化学工学)、「サウスパーク」や 映画「クリスティーナの好きなコト」の脚本家。
- アンディ･ロス (1997年マス理数アカデミー修了) - 2005年よりオーケー・ゴーのキーボード、ギター、ボーカル。マス理数アカデミーで1年間WPIに在籍した。
- ナビン・セルバドライ (2002年卒業) - フォースクエアの共同創業者。

## 著名な教員
- トマス・メンデンホール - 物理学者、気象学者